# Timarété (peintre)
Pour les articles homonymes, voir Timarété.
Timarété (en grec ancien Τιμαρέτη), appelée également Thamyris, est une artiste peintre de la Grèce antique de la fin du Ve siècle av. J.-C. Aucune de ses peintures n'a été conservée.

## Biographie
Fille de Micon, et contemporaine d'Archélaos Ier de Macédoine, elle a peint un tableau d'Artémis longtemps conservé à Éphèse.

## Postérité

### Littérature

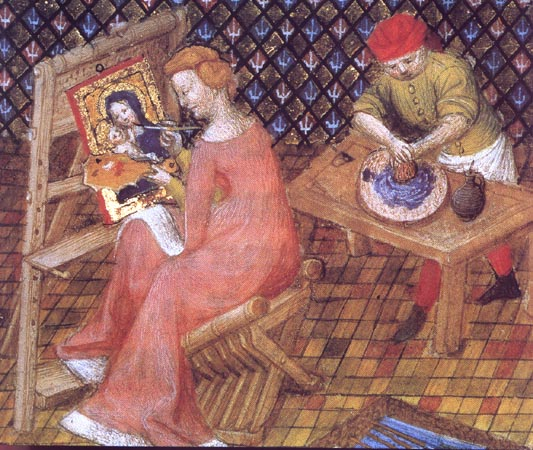
Timarété peignant, miniature du Livre des Clères Femmes de Boccace, miniature du Maître du Couronnement de la Vierge tirée d'un manuscrit daté vers 1403. BNF, Fr.12420.

- Le célèbre écrivain florentin Boccace (1313-1375) consacre un chapitre à Timarété (chapitre 56 - Thamyris) dans son ouvrage De mulieribus claris publié en 1374[3].
- Elle est l'une des cinq ou six femmes artistes de l'Antiquité mentionnées par Pline l'Ancien dans son histoire naturelle (XL.147-148) en 77 avant J.-C., avec Irene, Aristarete (en), Iaia, Olympia (ca) et potentiellement Calypso (ca)[4],[5]

### Art contemporain
- Timarété figure parmi les 1 038 femmes référencées dans l'œuvre d’art contemporain The Dinner Party (1979) de Judy Chicago. Son nom y est associé à Sappho[6],[7].